# Monument voor de Benzinepomp

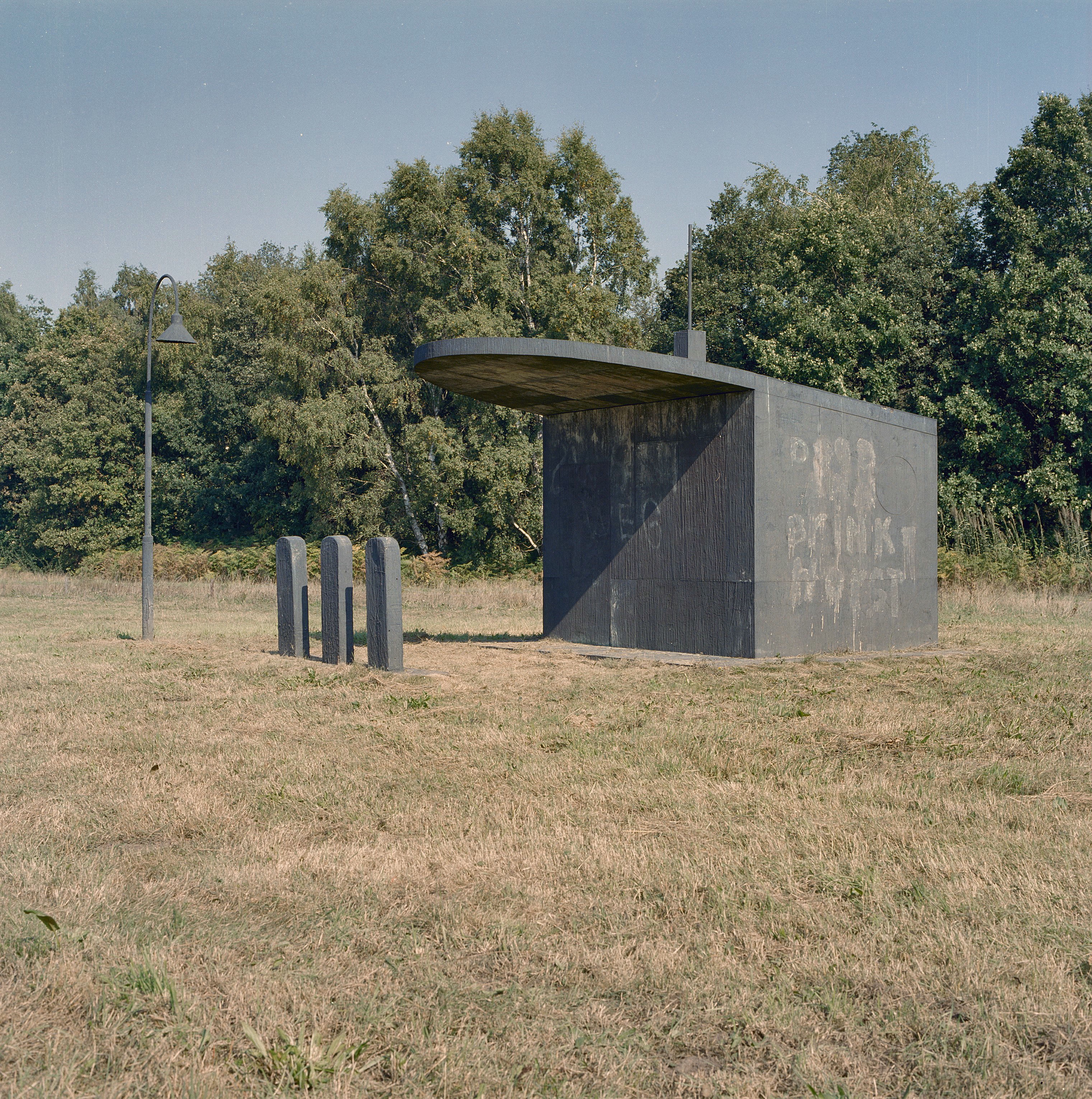
Totaalbeeld

Monument voor de Benzinepomp (1993) is een figuratieve sculptuur van kunstenaar Henk Visch langs de Nederlandse snelweg A30 tussen Barneveld en Ede, ter hoogte van Nederwoud bij Lunteren.
De sculptuur is uitgevoerd in brons en bestaat uit een kantoor, een lantaarnpaal en 3 benzinepompen, die enige gelijkenis met grafzerken vertonen. De kunstenaar gaf bij de onthulling een suggestie om de sculptuur een monument voor de toekomst te laten zijn: Een benzinepomp in een tijd waarin deze, door overbodigheid, uit het straatbeeld verdwenen zal zijn.
Het Monument voor de Benzinepomp is goed te bekijken vanaf de Brinkhofweg, die er achterlangs loopt.